# Ntobo
Ntobo is een bestuurslaag in het regentschap Bima van de provincie West-Nusa Tenggara, Indonesië. Ntobo telt 3222 inwoners (volkstelling 2010).